# Марков, Гавриил Максимович
Гаврии́л Макси́мович Ма́рков (также Арха́нгельский; 22 марта (3 апреля) 1881, дер. Аристово, Калужский уезд — 6 июля 1923, Москва) — русский и советский юрист, приват-доцент Томского университета; эсер, гласный Томской городской думы, делегат Всероссийского учредительного собрания от Томского округа. После Гражданской войны работал научным сотрудником в Москве.

## Биография
Родился 22 марта (3 апреля) 1881 года в деревне Аристово (Калужский уезд) в семье крестьянина Максима Маркова и его жены Агриппины Сергеевой.
Учился в Курском землемерном училище, которое окончил, получив звание частного землемера — в феврале 1904 года был определен на службу в межевую канцелярию, в Костромскую губернию на должность младшего землемерного помощника. Затем, в мае 1905 года, успешно сдал экзамены и получил аттестат зрелости в Костромской гимназии.
24 апреля 1906 года был переведен для работы в Томскую губернскую чертежную, а в середине ноября он был назначен уездным землемером Томской губернии. 8 декабря того же года получил назначение на службу в Кабинет Его Императорского Величества — на должность топографа; его работа заключалась в составлении отводных записей по Алтайскому горному округу. В июне следующего года был вновь назначен уездным землемером в Томской губернии. 21 февраля 1908 года получил чин коллежского регистратора (за выслугу лет). В тот период он состоял в партии социалистов-революционеров (ПСР); с 1908 года находился под полицейским надзором.
25 августа 1909 года Гавриил Марков стал студентом юридического факультета Императорского Томского университета. 28 мая 1913 года он сдал экзамен и получил диплом второй степени, дававший право на получение диплома первой степени. После получения высшего образования, 9 сентября 1913 года, он стал ассистентом на юридическом факультете Томского университета; уже во время Первой мировой войны, 29 апреля 1915, он стал исправляющим должность (и.д.) старшего ассистента, а впоследствии — и приват-доцентом.
После Февральской революции, в 1917 году, Маркова избрали депутатом (гласным) Томской городской думы (по списку эсеров); в том же году он стал делегатом Томского городского народного собрания, в котором он вошёл в состав земельно-арендной комиссии (стал «служащим городской управы»). Также являлся председателем Томского губернского земского собрания. От ПСР, в которой после Всесибирской областной конференции эсеров он вошёл в состав центрального областного комитета, Марков был избран членом Всероссийского учредительного собрания, став делегатом от второго Томского округа: являлся участником заседания, состоявшегося 5 января 1918 года. Проживал в этот период в Томске по улице Преображенской (сегодня — улица Дзержинского). В октябре 1918 года сложил с себя обязанности председателя Томского земского собрания — в пользу инженера Виктора Мраморнова (1879—1919). После Гражданской войны Марков переехал в Москву, где работал научным сотрудником.
Скончался 6 июля 1923 года, похоронен на кладбище поселка Красково городского округа Люберцы.

## Работы
- Доклад «по земельному вопросу», 1917.

## Семья
Гавриил Марков был женат на Мелании Васильевне Белоконь; в семье родилась дочь Лидия Гавриловна Маркова (1912—1986), выпускница Томского государственного университета, доктор биологических наук, являвшаяся доцентом кафедры генетики и женой генетика, профессора Виктора Ревердатто.

## Архивные источники
- ГА РФ. Ф. 102 — Департамент полиции Министерства внутренних дел, ОО, 1908, д. 9, ч. 66.
- Государственный архив Томской области (ГАТО). Ф. 102. Оп. 4. Д. 1528.